# アクティビスト (株主)
アクティビスト（英: activist、アクティビスト・シェアホルダー、物言う株主（ものいうかぶぬし））とは、ある会社の株式を一定以上保有し、自己利益の最大化を目指すことを目的に、投資した会社の経営陣へ積極的に提言（経営戦略や株主還元など）を行う投資家である。かつて、株式を買い集め、企業側を脅して、株を高値で買い戻させる投資家をグリーンメーラーとやや否定的に使われていたが、2010年代の後半からは企業価値の向上を目指すという意味でアクティビストは、やや肯定的に捉えられ始めている。

## 概要
「アクティビスト（物言う株主）の存在は有益である、とアメリカの上場企業の8割の取締役が同意している」とフォーブスは報じた。
日本では長らく「総会屋」の存在により株主総会が形式化していたことから、2010年代前半までは株主提案を受ける上場企業数は40社程度であったが、法改正により総会屋が弱体化されるとともに、一部の投資家が投資先の企業に対して積極的に株主提案を実施していることや、環境NGOやヨーロッパ・中国系の機関投資家の登場もあり株主提案が増加している。三菱UFJ信託銀行が2025年3月期企業の招集通知などを集計した結果ではアクティビストによる提案を受けた企業は50社、個人投資家などを含めた全体では114社と、いずれも過去最多となった。
2000年代頃までは、短期的なキャピタルゲインの追及を目的とした敵対的TOBなどの強圧的な行動も目立ったことから「ハゲタカ」などともよばれることがあったが、物言う株主としての提案によって経営改善や業界再編、コーポレートガバナンスの向上につながることもあることから、市場において必要な存在として認知されつつある。
アクティビストは会社の課題を分析し株主提案をするようになっている—吉川英徳（大和総研）、

## 「物言う株主」という呼称への批判
元ゴールドマン・サックスの清水大吾氏は、「政策保有株式を持ったり持たせたり、「物言う株主」というレッテルを貼ることによって、投資家の声を封印してしまっているのは、いわば『資本市場会の鎖国』ということだ。株主が経営に口を出すことができるというのは当然の権利だ。『物言う株主』という言葉は、『痛い頭痛』というくらいおかしな日本語であるということを、我々は理解しなければならない」と指摘した。

## 日本におけるアクティビストの歴史
以下はみずほ証券の菊池正俊による分類に準拠。

### 第一次ブーム（1980年代後半）
1980年代後半の日本では、バブル経済の過熱とともに、株式市場において企業買収や仕手的投資が相次ぎ、株主による経営介入が注目され始めた。第一次ブームは外資系アクティビストの象徴としてのブーン・ピケンズと、国内の仕手筋を代表する小谷光浩という、性質の異なる「物言う株主」が市場で活動した時期であった。ただし、いずれの動きも制度的・社会的な理解や支持を欠いていたため、バブル崩壊とともに沈静化し、長期的な企業統治改革にはつながらなかった。
1989年、アメリカの著名投資家ブーン・ピケンズは、自動車照明大手の小糸製作所の株式を大量取得し、資本効率の改善や株主還元の強化を求めるなど、外資系アクティビストとして初めて日本企業に本格的な圧力をかけた。だが、当時の日本では株式持ち合いなどによって企業防衛が可能であったため、ピケンズの経営介入は企業側の防衛策により封じ込められた。
一方、国内では小谷光浩が率いる仕手筋集団「光進」が複数の企業に対して攻勢をかけていた。特に有名なのが、1987年から1990年にかけて起きた一連の経済事件であり、現在では光進事件として総称されている。小谷は、自身が実質支配するコーリン産業などを通じて、蛇の目ミシン工業（現・ジャノメ）や国際航業などの株式を大量取得し、経営陣に合併や株式買い戻しを迫った。とくに蛇の目事件では、株の高値買い取りを拒否した経営陣に対して、株を暴力団に売却するとして圧力をかけたことが恐喝容疑に発展し、小谷は1991年に逮捕された。

### 第二次ブーム（2000年代前半）
2000年代前半には、バブル崩壊後の不良債権処理と経営改革の流れの中で、再びアクティビストの活動が活発化する。象徴的な存在が、元通産官僚の村上世彰が率いた「村上ファンド」である。村上ファンドは東証一部上場企業の大株主となり、配当の増額や資産の売却など、株主としての積極的な提案を行った。そのスタンスは「株主として当然の要求」であると主張され、企業経営に対する明確な意見表明が注目を集めた。
同時期に、堀江貴文（ホリエモン）率いるライブドアも、敵対的買収などを通じて既存企業の構造を変えようとする試みを行った。2005年のフジテレビ・ニッポン放送買収騒動は社会的関心を集め、アクティビストの存在が一般にも広く知られる契機となった（ニッポン放送の経営権問題）。
しかし、2006年に村上ファンドがインサイダー取引で摘発され、ライブドアも証券取引法違反で強制捜査を受けたことで、個人主導型アクティビズムは急速に信用を失い、第二次ブームは終焉を迎えた。この時期、日本企業の間では「敵対的買収は脅威」との認識が定着し、防衛策の導入が広がることとなった。

### 第三次ブーム（2010年代後半〜）
2012年以降のアベノミクスのもとで企業統治改革が進められ、2014年には株主となる機関投資家側にスチュワードシップ・コード、2015年には企業側にコーポレート・ガバナンス・コードが導入された。これにより、企業は株主に対してより説明責任を負うようになり、資本効率や株主還元への意識が高まった。
こうした制度改革と株価の出遅れを背景に、海外の著名アクティビスト・ファンドが日本市場に相次いで参入する。エリオット・マネジメント、サード・ポイント、オアシス・マネジメント、ファラロン・キャピタル・マネジメントといった外資系ファンドが、PBR（株価純資産倍率）1倍割れの大企業を中心に、企業改革や資本構成の見直しを要求する動きを強めた。
加えて、3Dインベストメント・パートナーズやアセット・バリュー・インベスターズ（AVI）など、対話を重視する中長期志向のファンドも登場し、企業と株主の関係に新たな潮流を生み出している。とりわけ2023年以降は、東京証券取引所がPBR1倍割れ企業に改善策の開示を促したことで、アクティビストの活動に追い風が吹いている。
この第三次ブームの特徴は、敵対的な買収や急進的な要求ではなく、企業価値向上を目指した建設的な対話を通じた提案が主流になっている点にある。ESG投資や機関投資家のスチュワードシップ活動とも親和性が高く、日本企業においてもアクティビズムは経営の一部として受け入れられつつある。

### 2020年代後半以後
株主提案の可決が増加している。

## アクティビストの代表例

### 日本のアクティビスト
- 村上ファンド - 村上世彰らが率いていた投資顧問会社グループの通称。2006年6月ニッポン放送の株券取得に際し、ライブドアから重要情報を得ていた事により、証券取引法違反（インサイダー取引）容疑で村上本人が逮捕[注釈 1]された事により、解散に追い込まれた。
- 旧村上ファンド - 村上ファンド事件後に村上が取得した上で上場企業の株式を運用している投資会社[注釈 2]の総称。村上本人やその娘である野村絢（長女）、村上フレンツェル玲（次女）、村上貴輝（長男）が直接投資しているのを含むこともある[14][15][16][17][18]。
- カタリスト投資顧問
- ストラテジックキャピタル
- ヤマウチ・ナンバーテン・ファミリー・オフィス - コンピュータゲーム会社「任天堂」創業家の一人である山内万丈[注釈 3]が運営している資産運用会社。2022年に建設会社「インフロニア・ホールディングス」が進めていた東洋建設の買収に反対する形で筆頭株主になったほか、2021年にはアメリカの投資ファンドである「タイヨウ・パシフィック・パートナーズ」を買収している[19][20][21]。

### アメリカのアクティビスト
- スティール・パートナーズ
- ダルトン・インベストメンツ - 投資顧問会社。フジ・メディア・ホールディングス（FMH:フジテレビの親会社）の約7%超の株式を保有（2025年1月時点）。2024年12月下旬の週刊誌報道により発覚した中居正広・フジテレビ問題に関するフジテレビ側の対応を疑問視し、翌年1月以降複数回にわたり関連会社のライジング・サン・マネジメント名義で公開書簡を送付。更に同年4月15日にはダルトン側が独自に選定したFMHの取締役候補について、6月下旬開催予定のFMHの定時株主総会に株主提案を行う方針であると明らかにした。
- エリオット・マネジメント
- サード・ポイント
- ファラロン・キャピタル・マネジメント
- バリューアクト・キャピタル
- タイヨウ・パシフィック・パートナーズ - 日本企業の株式を中心に運用している投資ファンド。ヤマウチ・ナンバーテン・ファミリー・オフィス系列[19][21]。

### アジアのアクティビスト
- エフィッシモ・キャピタル・マネジメント - 前述の村上ファンドに勤務していた高坂卓志・今井陽一郎らが2006年6月、村上ファンドが閉鎖に追い込まれて間もなく、シンガポールに設立。日本における「最強アクティビスト」と言われており、投資先企業に積極的な提案を行っている[22][23]。
- カナメ・キャピタル
- オアシス・マネジメント
- トライアン・ファンド・マネジメント- 著名なアクティビスト投資家ネルソン・ペルツ氏が共同創業者として設立した投資会社で、2022年2月にペルツ氏とエド・ガーデン氏がジャナス・ヘンダーソンの取締役会に加わりました。トライアンは当時、ジャナス・ヘンダーソンの株式を約16.7%保有しており、筆頭株主となっていました。
- 3Dインベストメント・パートナーズ
- ナナホシマネジメント

### 欧州のアクティビスト
- アセット・バリュー・インベスターズ（AVI）
- ザ・チルドレンズ・インベストメント（TCI） - 外為法により買い増しが出来なかった唯一のアクティビスト。電源開発への買い増しを検討していた[10]。
- シルチェスター